# Cantar-X
Le Cantar-X est un enregistreur audio numérique portable, construit par la société française Aaton. Il permet d'enregistrer jusqu'à huit pistes sur disque dur, au format BWF. Très fréquemment utilisé lors des tournages audiovisuels, le Cantar a rapidement acquis une grande réputation auprès des opérateurs son pour son ergonomie et la qualité de son enregistrement.
Il est doté de cinq entrées micro, de quatre entrées lignes, d'une interface AES/EBU à six entrées numériques et enregistre sur un disque dur et une carte compact flash. Il s'accompagne de la Cantarem d'Aaton, une surface de contrôle (mixette simplifiée) qui permet de déporter les commandes rotatives du Cantar, avec huit potentiomètres linéaires affectables aux différents contrôles de niveaux.
Il s'agit de l'un des enregistreurs les plus utilisés en Europe en tournage de fiction, avec ses concurrents Nagra, Sound Devices et Zaxcom.